# 舌山駅
舌山駅（したやまえき）は、富山県黒部市若栗にある富山地方鉄道本線の駅である。駅番号はT32。
隣駅の新黒部駅とは駅間が300ｍで富山地方鉄道の鉄道線としては一番駅間が短い。

## 駅名の由来
駅名は、若栗地区に存在する『舌山』に由来している。『舌山』の意味は、近くにある布施山の下に位置するため『下』の字を用いていたところ、誤って『舌』と用いるようになったとされている。一説には、布施山一帯より舌の如く突き出ていることから名付くという。

## 歴史

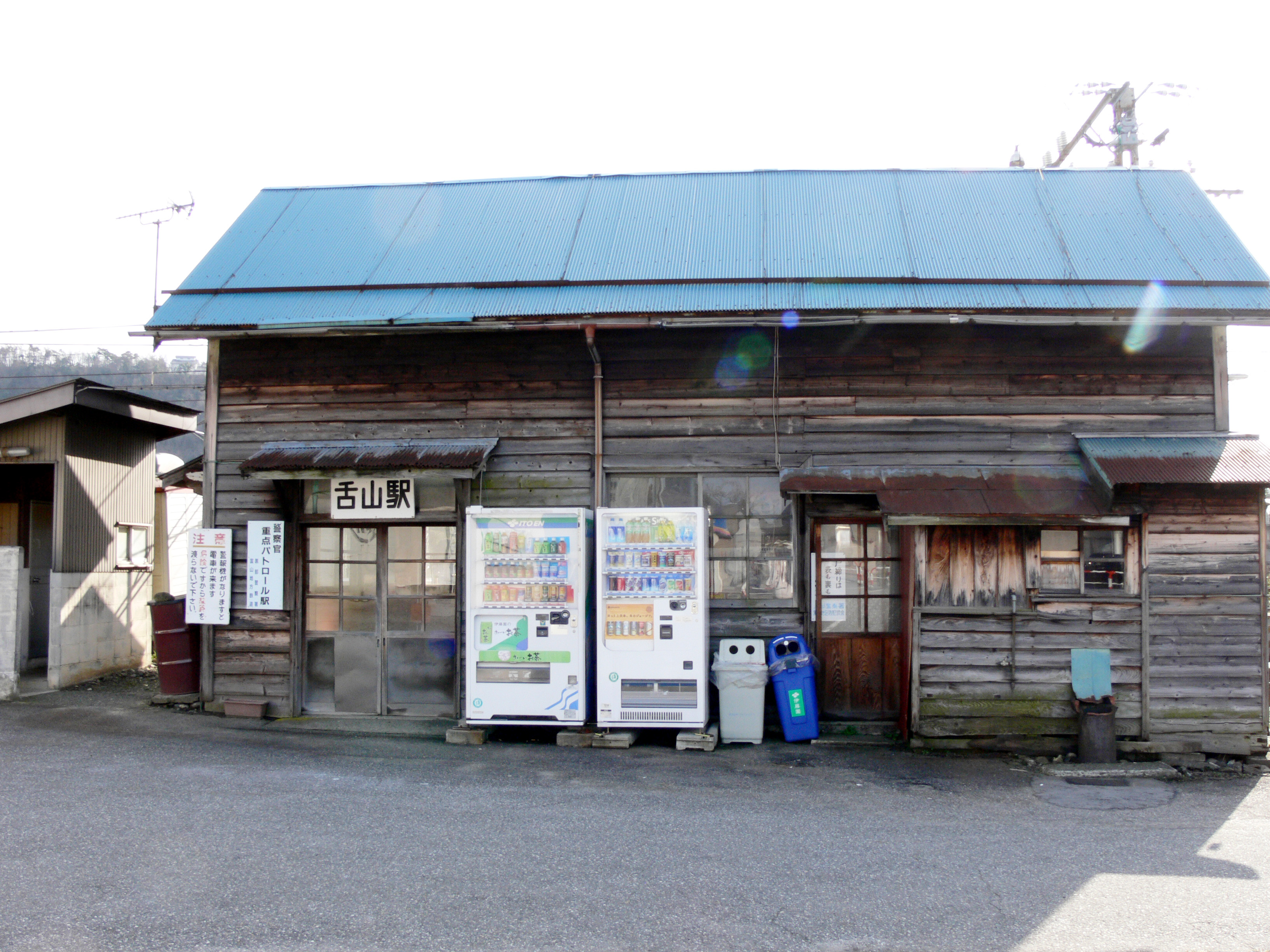
改修前の駅舎（2009年3月）

- 1922年（大正11年）11月5日：黒部鉄道の駅として開業[2]。
- 1943年（昭和18年）
  - 1月1日：富山県内の全鉄道会社が富山電気鉄道を中心とする富山地方鉄道（地鉄）に統合され、同社の黒部線となる[3]。
  - 11月11日：旧黒部鉄道の路線は600Vから1500Vへの昇圧とプラットホーム改修等の工事が完了し、電鉄富山駅 - 宇奈月駅間において直通運転が開始された[3][4]。
- 1966年（昭和41年）11月30日：電鉄桜井駅 - 宇奈月駅間において信号自動化を実施する[3]。
- 1969年（昭和44年）4月1日：路線名変更が実施され電鉄富山 - 宇奈月駅間が本線となる[3]。同日、貨物営業が廃止[5]。
- 1989年（平成元年）7月25日：無人化[5]。
- 2010年（平成22年）7月：当駅駅舎壁面の塗替えを行う[6]。
- 2013年（平成25年）12月9日：新黒部駅設置工事により同日から同月20日まで当駅 - 長屋駅間において列車運行を休止し、当駅 - 荻生駅間において代行バスを運行する[7]。
- 2015年（平成27年）2月26日：当駅 - 長屋駅間に新黒部駅が開業する[8]とともに新黒部方面からの終始発列車が上下1便ずつ設定された。
- 2021年（令和3年）4月1日：同日のダイヤ改正で終始発列車が廃止になる。

## 駅構造
相対式ホーム2面2線を持ち、列車交換が出来る地上駅。無人駅である。木造駅舎を有する。

### のりば
| りば | 路線  | 方向 | 行先                                   | 備考         |
| ---- | ----- | ---- | -------------------------------------- | ------------ |
| 1    | ■本線 | 上り | 電鉄黒部・電鉄魚津・上市・電鉄富山方面 |              |
| 1    | ■本線 | 下り | 宇奈月温泉方面                         |              |
| 2    | ■本線 | 下り | 宇奈月温泉方面                         | 待避列車のみ |

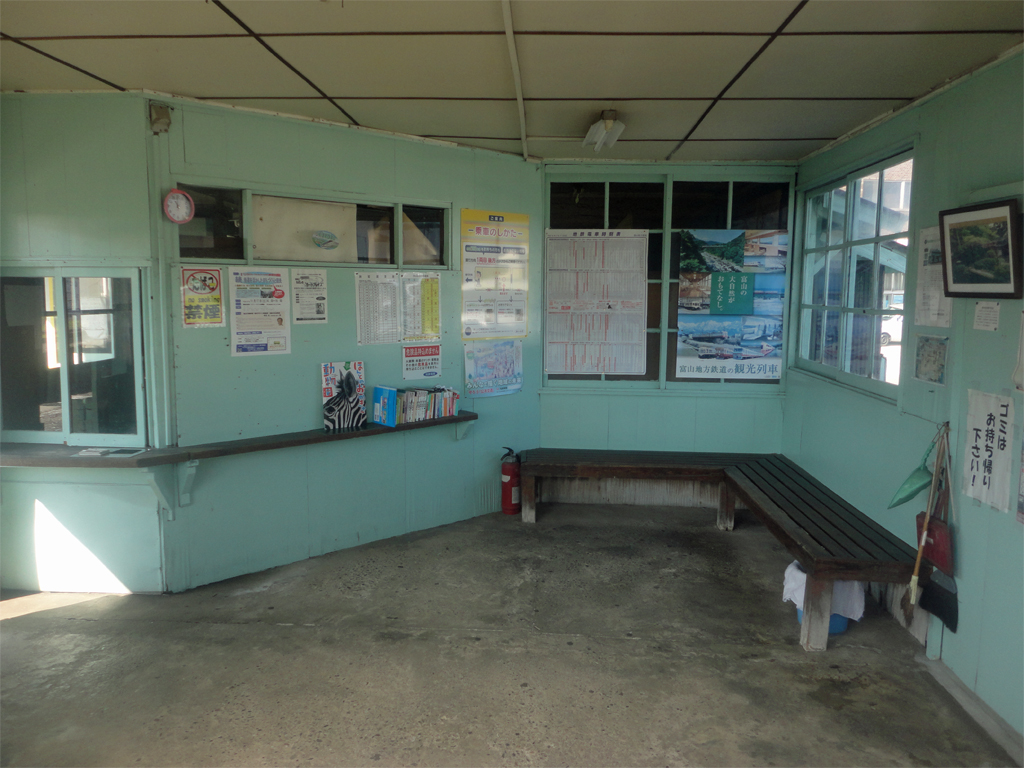
駅舎内（2018年11月）
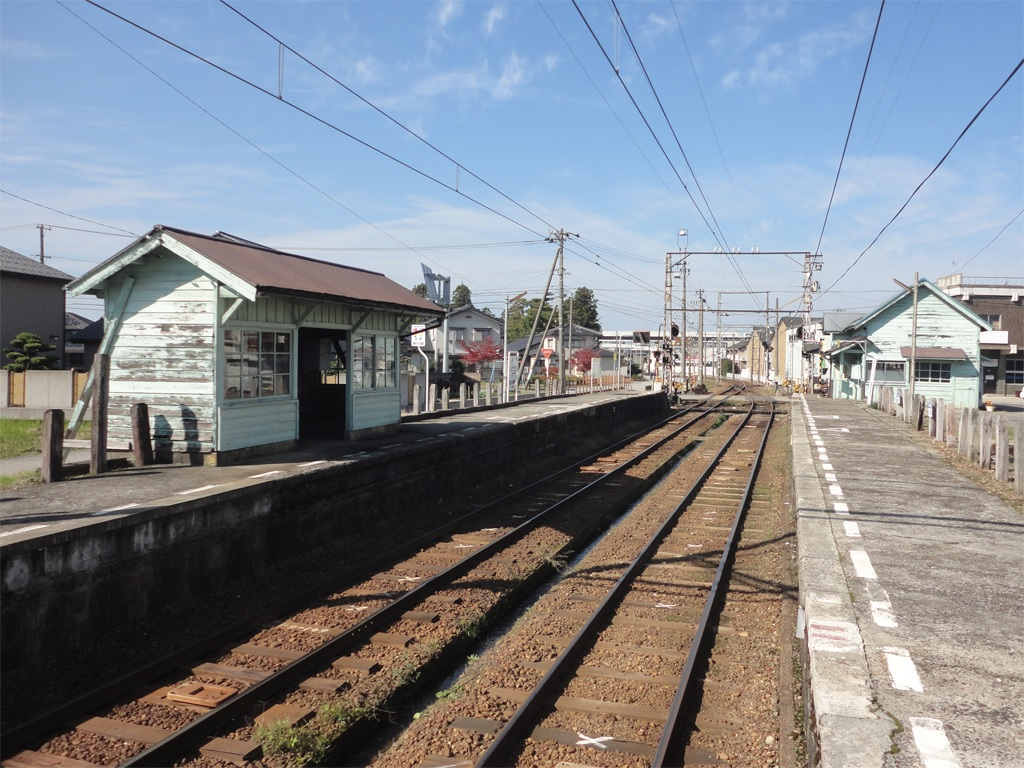
ホーム（2018年11月）

## 利用状況
「統計黒部」によると、2019年度の一日平均乗降人員は69人であった。なお、2003年度以降の乗降人員は以下の通りである。
| 年度   | 一日平均 乗降人員 |
| ------ | ----------------- |
| 2003年 | 77                |
| 2004年 | 75                |
| 2005年 | 76                |
| 2006年 | 78                |
| 2007年 | 79                |
| 2008年 | 74                |
| 2009年 | 71                |
| 2010年 | 71                |
| 2011年 | 73                |
| 2012年 | 75                |
| 2013年 | 73                |
| 2014年 | 70                |
| 2015年 | 74                |
| 2016年 | 72                |
| 2017年 | 73                |
| 2018年 | 73                |
| 2019年 | 69                |
| 2020年 | 58                |
| 2021年 | 50                |
| 2022年 | 65                |

## 駅周辺
- 北陸自動車道黒部IC
- 黒部バスストップ - 1.2km北。
- 松桜閣（天真寺） - 初代富山県知事国重正文の私邸を1891年（明治24年）に移築。北陸の銀閣寺と呼ばれている[12]。黒部市指定有形文化財（建造物）[13]。100ｍ西。
- 若栗城址 - たちのしろと呼ばれ戦国時代に上杉勢と戦った城主の妻の戦いの悲話が残っている。1km北。

## その他
- 当駅は映画『RAILWAYS 愛を伝えられない大人たちへ』に登場している[9]。

## 隣の駅
富山地方鉄道
■本線
■アルペン特急・■特急
通過
■急行（上りのみ運転）・■普通
新黒部駅（T31） - 舌山駅（T32） - 若栗駅（T33）